# Стар-Прері (Вісконсин)
Стар-Прері (англ. Star Prairie) — селище (англ. village) в США, в окрузі Сент-Круа штату Вісконсин. Населення — 678 осіб (2020).

## Географія
Стар-Прері розташований за координатами 45°11′51″ пн. ш. 92°31′55″ зх. д. / 45.19750° пн. ш. 92.53194° зх. д. (45.197511, -92.532078).  За даними Бюро перепису населення США в 2010 році селище мало площу 5,60 км², уся площа — суходіл.

## Демографія
Згідно з переписом 2010 року, у селищі мешкала 561 особа в 230 домогосподарствах у складі 155 родин. Густота населення становила 100 осіб/км².  Було 248 помешкань (44/км²).
Расовий склад населення:
| - 96,6 % — білих - 1,4 % — корінних американців - 0,9 % — азіатів |

До двох чи більше рас належало 1,1 %. Частка іспаномовних становила 1,6 % від усіх жителів.
За віковим діапазоном населення розподілялося таким чином: 26,7 % — особи молодші 18 років, 60,8 % — особи у віці 18—64 років, 12,5 % — особи у віці 65 років та старші. Медіана віку мешканця становила 36,1 року. На 100 осіб жіночої статі у селищі припадало 103,3 чоловіків;  на 100 жінок у віці від 18 років та старших — 103,5 чоловіків також старших 18 років.
Середній дохід на одне домашнє господарство  становив 67 163 долари США (медіана — 56 875), а середній дохід на одну сім'ю — 83 637 доларів (медіана — 62 500). Медіана доходів становила 40 341 долар для чоловіків та 36 912 долари для жінок. За межею бідності перебувало 9,2 % осіб, у тому числі 12,9 % дітей у віці до 18 років та 9,8 % осіб у віці 65 років та старших.
Цивільне працевлаштоване населення становило 392 особи. Основні галузі зайнятості: виробництво — 35,5 %, освіта, охорона здоров'я та соціальна допомога — 16,3 %, мистецтво, розваги та відпочинок — 14,3 %.